# Arte (manga)
Pour les articles homonymes, voir Arte (homonymie).
Arte (アルテ, Arute) est une série de manga écrite et dessinée par Kei Ohkubo. L'histoire suit le parcours d'une jeune femme issue d'une famille de nobles, nommée Arte, qui est déterminée à devenir une véritable peintre malgré les mœurs de l'époque, en pleine Renaissance. Le manga a été prépublié prépublié dans le magazine Monthly Comic Zenon de Tokuma Shoten du 25 octobre 2013 au 25 avril 2025. La version française est publiée par Komikku Éditions depuis août 2015.
Une adaptation en une série télévisée d'animation par le studio Seven Arcs est diffusée pour la première fois entre le 4 avril et le 20 juin 2020,.

## Intrigue
L'histoire commence au début du XVIe siècle à Florence en Italie, centre de la culture de la Renaissance, où de grands maîtres tels que Léonard de Vinci, Michel-Ange et Raphaël se sont épanouis.
Arte est la seule fille des Spalletti, une famille de nobles en déclin. Depuis son enfance, Arte s'est révélée être dotée d'un talent inhabituel pour la peinture, mais quand son père meurt, sa mère essaie de la forcer à abandonner son amour pour l'art et à trouver un jeune homme noble à se marier dès que possible afin de sauver les Spalletti de la ruine.
Arte, cependant, refuse de renoncer à ses rêves, et, allant à l'encontre des opinions de son temps, elle commence à chercher à travailler pour un maître peintre, en espérant un jour devenir elle-même une peintre accomplie.
Sa forte détermination finit par attirer l'attention de Léo, un jeune peintre mais bien connu, qui l'accepte enfin comme sa disciple.

## Personnages

### Personnages principaux
Arte (アルテ, Arute)
Voix japonaise : Mikako Komatsu,
Héritière des Spalletti, une famille de nobles de Florence, elle a démontré depuis son enfance un amour et un talent profond pour la peinture. Pour permettre à sa fille de satisfaire sa passion, son père lui avait toujours fourni les meilleurs professeurs, mais après sa mort, sa mère l'oblige à renoncer à son rêve de devenir maître peintre et de devenir épouse le plus tôt possible, en épargnant comme ceci leur famille	sur le déclin de la ruine. Déterminée à protéger ses rêves à tout prix, Arte a finalement quitté sa maison et son statut de noble et est allée à la recherche d'un maître pour devenir apprentie, défiant tous les codes moraux et la manière de penser à son époque. Sa recherche l'a finalement amenée au jeune mais déjà bien connu peintre Léo.
Leo (レオ, Reo)
Voix japonaise : Katsuyuki Konishi,
Jeune peintre à l'enfance malheureuse et au passé de mendiant, il accepte après de nombreuses hésitations de prendre Arte comme apprentie, car il se voit en elle lorsqu'il a décidé de poursuivre sa vocation, malgré ses humbles origines. Distant et peu bavard, mais juste et avec un talent remarquable, il a réussi au fil des ans à entrer dans les bonnes grâces de certains des représentants les plus connus de la noblesse florentine.

### Florence
Angelo Parker (アンジェロ・パーカー, Anjero Pākā)
Voix japonaise : Junya Enoki,
Jeune apprenti sculpteur, il est issu d'une famille relativement aisée mais a été contraint de se rendre au magasin pour aider son père, magistrat de la Seigneurie, à mettre de côté l'argent nécessaire au paiement de la dot de ses cinq sœurs. Après être tombé amoureux d'Arte à première vue, il a cependant été rejeté, mais depuis, une solide amitié s'est nouée entre les deux.
Veronica (ヴェロニカ, Veronika)
Voix japonaise : Sayaka Ohara,
Une courtisane riche, belle et pragmatique, Veronica est la femme la plus recherchée de Florence, avec une foule infinie d'admirateurs. Elle apprécie beaucoup Arte, dès leur première rencontre, au point de lui demander de réaliser son portrait, qui devient alors la première œuvre de la jeune peintre. Plus tard, elles deviennent de bonnes amies, à tel point qu'à diverses occasions, Veronica utilisera ses contacts dans la noblesse de Florence pour faciliter le travail d'Arte.
Ubertino (ウベルティーノ, Uberutīno)
Voix japonaise : Yōsuke Akimoto,
Un vieux marchand qui a fait fortune en une seule génération. Le maître de Léo lui ayant confié son apprenti avant sa mort, Ubertino commande régulièrement des œuvres à Léo, surtout pour impressionner ses clients fortunés. Il avoue lui-même être totalement insensible à l'art mais possède une galerie d'apparat impressionnante.
Dacia (ダーチャ, Dācha)
Voix japonaise : Kiyono Yasuno (ja),
Une couturière et la fille d'un fermier, Dacia travaille avec l'aiguille depuis qu'elle est enfant. Auparavant, elle était jalouse de l'aristocratie dont Arte faisait partie, mais elle a été impressionnée par son travail acharné et a appris d'elle à lire et à écrire grâce aux prêts répétés de livre de chez Veronica.

### Venise
Yuri (ユーリ, Yūri)
Voix japonaise : Kōsuke Toriumi,
Noble vénitien et marchand qualifié, il a accidentellement fait la connaissance d'Arte après avoir rendu visite à Veronica lors d'un séjour à Florence. Resté ensorcelé par le talent et le caractère décisif d'Arte, il lui proposa de se rendre à Venise pour devenir à la fois le peintre de famille et le tuteur de sa nièce, une tâche que la jeune femme acceptera finalement en reconnaissance d'un service qu'elle demande à Yuri pour aider une amie. Malgré ses aptitudes pour les affaires et sa compétence qui ont fait la fortune de sa famille, il a une relation compliquée avec son frère aîné Marco depuis longtemps.
Caterina (カタリーナ, Katarīna)
Voix japonaise : M.A.O,
La fille aînée de Marco et Sofia dei Faliero (ファリエル家, Farieru-ka), une famille de nobles marchands et parmi les plus anciennes de Venise. Arte est convoquée à Venise pour être sa tutrice de label, découvrant très tôt que la fille est une vraie peste, qui au fil des ans a réussi à échapper à tous les professeurs qui l'ont précédée. Dans un second moment, Arte se rend compte que son allergie au label est due en grande partie au manque d'affection de la part des parents, un père qui la refusait a priori préférant son petit frère (au point de l'avoir forcée à passer ses premières années de sa vie loin de chez elle, dans la résidence familiale d'été près de Trévise) et d'une mère dominée par la volonté de son mari. Secrètement passionnée de cuisine, elle se faufile généralement hors de la maison et organise de somptueux banquets pour les habitants les moins aisés de la ville, le tout avec la complicité silencieuse de son oncle Yuri et d'une partie des domestiques. À l'insu de son père, elle est en fait issue d'une relation extraconjugale que Sofia avait entretenue avec Yuri.

## Productions et supports

### Manga
Arte (アルテ), écrit et dessiné par Kei Ohkubo, a été prépublié depuis le numéro de juin 2013 du magazine de prépublication de seinen manga, le Monthly Comic Zenon, paru le 25 octobre 2013 au 25 avril 2025. Les chapitres sont rassemblés et édités dans le format tankōbon par Tokuma Shoten avec le premier volume publié en avril 2014 ; la série compte à ce jour vingt-et-un volumes tankōbon.
En juin 2015, Komikku Éditions annonce l'acquisition de la licence du manga pour la version française dont le premier volume sort en août 2015. Une version anglaise est publiée numériquement par Media Do depuis octobre 2018.

#### Liste des volumes
| no | Japonais         | Japonais          | Français          | Français          |
| no | Date de sortie   | ISBN              | Date de sortie    | ISBN              |
| -- | ---------------- | ----------------- | ----------------- | ----------------- |
| 1  | 19 avril 2014    | 978-4-19-980203-4 | 27 août 2015      | 978-2-3728-7043-6 |
| 2  | 20 novembre 2014 | 978-4-19-980242-3 | 19 novembre 2015  | 978-2-3728-7061-0 |
| 3  | 20 juin 2015     | 978-4-19-980275-1 | 25 février 2016   | 978-2-3728-7075-7 |
| 4  | 20 novembre 2015 | 978-4-19-980309-3 | 26 mai 2016       | 978-2-3728-7119-8 |
| 5  | 20 juin 2016     | 978-4-19-980348-2 | 1er décembre 2016 | 978-2-3728-7180-8 |
| 6  | 20 janvier 2017  | 978-4-19-980391-8 | 31 août 2017      | 978-2-3728-7240-9 |
| 7  | 20 juillet 2017  | 978-4-19-980431-1 | 7 décembre 2017   | 978-2-3728-7284-3 |
| 8  | 20 janvier 2018  | 978-4-19-980473-1 | 27 septembre 2018 | 978-2-3728-7339-0 |
| 9  | 20 juillet 2018  | 978-4-19-980504-2 | 30 janvier 2020   | 978-2-3728-7340-6 |
| 10 | 19 janvier 2019  | 978-4-19-980544-8 | 9 juillet 2020    | 978-2-3728-7459-5 |
| 11 | 20 juillet 2019  | 978-4-19-980582-0 | 19 novembre 2020  | 978-2-3728-7540-0 |
| 12 | 20 janvier 2020  | 978-4-19-980611-7 | 25 mars 2021      | 978-2-3728-7542-4 |
| 13 | 20 avril 2020    | 978-4-86720-015-5 | 10 juin 2021      | 978-2-3728-7572-1 |
| 14 | 20 janvier 2021  | 978-4-86720-191-6 | 30 septembre 2021 | 978-2-3728-7599-8 |
| 15 | 20 août 2021     | 978-4-86-720256-2 | 5 mai 2022        | 978-2-3728-7613-1 |
| 16 | 19 mars 2022     | 978-4-86-720315-6 | 6 octobre 2022    | 978-2-3728-7662-9 |
| 17 | 18 novembre 2022 | 978-4-86-720441-2 | 6 avril 2023      | 978-2-3728-7693-3 |
| 18 | 19 août 2023     | 978-4-86-720533-4 | 2 novembre 2023   | 978-2-3728-7722-0 |
| 19 | 19 avril 2024    | 978-4-86-720636-2 | 22 août 2024      | 978-2-3728-7791-6 |
| 20 | 19 octobre 2024  | 978-4-86-720697-3 | 13 mars 2025      | 978-2-3728-7859-3 |
| 21 | 20 août 2025     | 978-4-86-720795-6 | 13 novembre 2025  | 978-2-3728-7933-0 |

### Anime

Logo original de la série.

Une adaptation en une série télévisée d'animation a été annoncée par Tokuma Shoten le 19 juillet 2019,. Celle-ci est réalisée par Takayuki Hamana chez Seven Arcs avec Reiko Yoshida supervisant les scripts, Chieko Miyakawa participant comme character designer et chef-animateur, Takaaki Suzuki en tant que chercheur de fond et Gorō Itō composant la bande originale,. La production de la série s'est conclue le 1er avril 2020. Celle-ci a reçu le soutien de l'ambassade d'Italie au Japon. La série est diffusée pour la première fois au Japon entre le 4 avril et le 20 juin 2020 sur Tokyo MX, et un peu plus tard sur BS Fuji, ytv, AT-X, J:COM TV,. Douze épisodes composent la série, répartis dans trois coffrets Blu-ray et un coffret DVD.
Wakanim détient les droits de diffusion en simulcast de la série dans les pays francophones ; mais également en Allemagne, en Autriche, dans les pays nordiques et dans les pays russophones,,. En Amérique du Nord et pour les îles Britanniques, la série est acquise par Funimation qui diffuse une version sous-titrée en simulcast en anglais ; AnimeLab la diffuse également en Australie et en Nouvelle-Zélande.
La chanson de l'opening, intitulée Clover (クローバー, Kurōbā), est écrite et interprétée par Maaya Sakamoto, tandis que celle de l'ending, intitulée Hare moyō (晴れ模様), est interprétée par Kiyono Yasuno (ja),.

#### Liste des épisodes
| No | Titre français         | Titre japonais         | Titre japonais           | Date de 1re diffusion |
| No | Titre français         | Kanji                  | Rōmaji                   | Date de 1re diffusion |
| -- | ---------------------- | ---------------------- | ------------------------ | --------------------- |
| 1  | Je veux être apprentie | 弟子入り志願           | Deshi iri shigan         | 4 avril 2020          |
| 2  | Une nouvelle vie       | 新生活                 | Shin seikatsu            | 11 avril 2020         |
| 3  | Premier travail        | 最初の仕事             | Saisho no shigoto        | 18 avril 2020         |
| 4  | Courtisane             | コルティジャーナ       | Korutijāna               | 25 avril 2020         |
| 5  | Vieilles connaissances | 腐れ縁                 | Kusare'en                | 2 mai 2020            |
| 6  | La Guilde              | 同業組合               | Dōgyō kumiai             | 9 mai 2020            |
| 7  | Le Noble vénitien      | ヴェネツィアの貴族     | Venetsia no kizoku       | 16 mai 2020           |
| 8  | Nouvel horizon         | 新天地                 | Shintenchi               | 23 mai 2020           |
| 9  | Petite teigne          | 悪童                   | Akudō                    | 30 mai 2020           |
| 10 | Le Festin de Caterina  | カタリーナの晚餐       | Katarīna no bansan       | 6 juin 2020           |
| 11 | La Peintre des Fariel  | ファリエル家の肖像画家 | Farieru-ka no shōzō gaka | 13 juin 2020          |
| 12 | L'Apprentie            | 弟子                   | Deshi                    | 20 juin 2020          |

## Accueil
Le tirage total de la série a dépassé le million d'exemplaires en mars 2020.

### Sources
1. 1 2  (en) Rafael Antonio Pineda, « Arte Manga About Female Renaissance Painter Gets TV Anime : Mikako Komatsu, Katsuyuki Konishi star in anime », sur Anime News Network, 18 juillet 2019 (consulté le 8 mai 2020).
2. 1 2  (ja) « 「アルテ」TVアニメ化！女流画家を目指す少女の物語、主演に小松未可子＆小西克幸 », sur natalie.mu,‎ 19 juillet 2019 (consulté le 8 mai 2020).
3. 1 2  (ja) « 冴羽リョウの“抱かれ枕”など、ゼノンでプレゼント多数 », sur natalie.mu,‎ 25 octobre 2013 (consulté le 8 mai 2020).
4. 1 2  (ja) « 連載11年半、大久保圭「アルテ」が本編最終回　6月からはゼノンで番外編開始 », sur natalie.mu,‎ 25 avril 2025 (consulté le 25 avril 2025).
5. 1 2  « Arte : une vie d'artiste à Florence chez Komikku », sur manga-news, 26 juin 2016 (consulté le 8 mai 2020).
6. 1 2  (en) Crystalyn Hodgkins, « Arte TV Anime's 2nd Promo Video Reveals April 4 Debut, Maaya Sakamoto's Opening Theme : 2nd key visual also revealed », sur Anime News Network, 7 février 2020 (consulté le 8 mai 2020).
7. 1 2  (ja) « 「アルテ」放送直前を盛り上げる特番に小松未可子、小西克幸、榎木淳弥が出演 », sur natalie.mu,‎ 25 mars 2020 (consulté le 8 mai 2020).
8. 1 2 3 4 5 6 7 8  (en) Crystalyn Hodgkins, « Arte TV Anime's 3rd Promo Video Previews Ending Theme Song, Reveals More Cast : 3rd key visual also revealed », sur Anime News Network, 13 mars 2020 (consulté le 8 mai 2020).
9. 1 2 3 4 5 6 7 8  (ja) « アニメ「アルテ」追加キャストに田中理恵＆戸松遥、大塚国際美術館とのコラボも決定 », sur natalie.mu,‎ 13 mars 2020 (consulté le 8 mai 2020).
10. ↑  (ja) « 【4月19日付】本日発売の単行本リスト », sur natalie.mu,‎ 19 avril 2014 (consulté le 8 mai 2020).
11. ↑  (ja) « 【8月20日付】本日発売の単行本リスト », sur natalie.mu,‎ 20 août 2025 (consulté le 20 août 2025).
12. ↑  (en) Rafael Antonio Pineda, « Wakako Zake, Arte, Kamakura Monogatari, OL Visual Kei Manga Launch Digitally in English : 1st volumes of each manga launched on Tuesday from Media Do », sur Anime News Network, 3 octobre 2018 (consulté le 8 mai 2020).
13. ↑  (en) Crystalyn Hodgkins, « Arte TV Anime Reveals Promo Video, Staff, More Cast, Visual, April 2020 Debut : Junya Enoki, Sayaka Ohara, M.A.O, Kousuke Toriumi join cast », sur Anime News Network, 22 novembre 2019 (consulté le 8 mai 2020).
14. ↑  (ja) « 「アルテ」放送は2020年4月！キービジュ、PV、スタッフ、追加キャストも一挙解禁 », sur natalie.mu,‎ 22 novembre 2019 (consulté le 8 mai 2020).
15. ↑  (en) Rafael Antonio Pineda, « Sing 'Yesterday' for Me, Arte Anime Have Completed Production : Both series premiered in April », sur Anime News Network, 4 mai 2020 (consulté le 9 mai 2020).
16. ↑  (ja) « イタリア大使館からの後援認定！　駐日イタリア大使からのコメントも到着!! », sur Site officiel,‎ 21 février 2020 (consulté le 16 mai 2020).
17. ↑  (ja) « Blu-rayシリーズ・DVD BOX ＆ スペシャルイベント情報、公開！ », sur Site officiel,‎ 29 mars 2020 (consulté le 8 mai 2020).
18. ↑  (en) « Arte en simulcast sur wakanim », sur manga-news.com, 5 avril 2020 (consulté le 8 mai 2020).
19. ↑  (de) viclngrd, « DIE FRÜHLING SERIEN FÜR 2020 SIND HIER! », sur Wakanim, 30 mars 2020 (consulté le 8 mai 2020).
20. ↑  (en) viclngrd, « SPRING 2020 SERIES ARE HERE! », sur Wakanim, 30 mars 2020 (consulté le 8 mai 2020).
21. ↑  (ru) viclngrd, « ОТКРОЙТЕ ДЛЯ СЕБЯ СЕРИАЛЫ ВЕСНЫ 2020! », sur Wakanim,‎ 30 mars 2020 (consulté le 8 mai 2020).
22. ↑  (en) Alex Mateo, « Funimation Streams Arte TV Anime : Renaissance-era anime begins streaming on Saturday », sur Anime News Network, 3 avril 2020 (consulté le 8 mai 2020).
23. ↑  (en) Jess Javni, « April Season 2020 Lineup: Anime Treats For You To Find on AnimeLab », sur AnimeLab, 2 avril 2020 (consulté le 8 mai 2020).
24. ↑  (ja) « 坂本真綾が新曲「クローバー」配信、シャツ製造工程でメッセージ表現するMVも », sur natalie.mu,‎ 3 avril 2020 (consulté le 8 mai 2020).
25. ↑  (ja) « 安野希世乃、2ndシングルはアニメ「アルテ」ED曲 », sur natalie.mu,‎ 25 février 2020 (consulté le 8 mai 2020).
26. ↑  (ja) « 小松未可子、小西克幸、榎木淳弥らキャストが出演！TVアニメ『「アルテ」放送直前！生特番』放送決定 », sur spice.eplus.jp,‎ 26 mars 2020 (consulté le 8 mai 2020).

### Œuvres

#### Édition japonaise
1. 1 2  (ja) « アルテ ① », sur Tokuma Shoten (consulté le 8 mai 2020).
2. 1 2  (ja) « アルテ ② », sur Tokuma Shoten (consulté le 8 mai 2020).
3. 1 2  (ja) « アルテ ③ », sur Tokuma Shoten (consulté le 8 mai 2020).
4. 1 2  (ja) « アルテ ④ », sur Tokuma Shoten (consulté le 8 mai 2020).
5. 1 2  (ja) « アルテ ⑤ », sur Tokuma Shoten (consulté le 8 mai 2020).
6. 1 2  (ja) « アルテ ⑥ », sur Tokuma Shoten (consulté le 8 mai 2020).
7. 1 2  (ja) « アルテ ⑦ », sur Tokuma Shoten (consulté le 8 mai 2020).
8. 1 2  (ja) « アルテ ⑧ », sur Tokuma Shoten (consulté le 8 mai 2020).
9. 1 2  (ja) « アルテ ⑨ », sur Tokuma Shoten (consulté le 8 mai 2020).
10. 1 2  (ja) « アルテ ⑩ », sur Tokuma Shoten (consulté le 8 mai 2020).
11. 1 2  (ja) « アルテ ⑪ », sur Tokuma Shoten (consulté le 8 mai 2020).
12. 1 2  (ja) « アルテ ⑫ », sur Tokuma Shoten (consulté le 8 mai 2020).
13. 1 2  (ja) « アルテ (13) (ゼノンコミックス) », sur Amazon (consulté le 26 novembre 2020).
14. 1 2  (ja) « アルテ (14) (ゼノンコミックス) », sur Amazon (consulté le 26 novembre 2020).
15. 1 2  (ja) « アルテ (15) (ゼノンコミックス) », sur Amazon (consulté le 10 juillet 2021).
16. 1 2  (ja) « アルテ １６巻 », sur bookwalker.jp (consulté le 6 avril 2022).
17. 1 2  (ja) « アルテ １７巻 », sur bookwalker.jp (consulté le 22 décembre 2022).
18. 1 2  (ja) « アルテ 18巻 », sur bookwalker.jp (consulté le 20 août 2023).
19. 1 2  (ja) « アルテ 19巻 », sur bookwalker.jp (consulté le 19 avril 2024).
20. 1 2  (ja) « アルテ 20巻 », sur bookwalker.jp (consulté le 10 septembre 2024).
21. 1 2  (ja) « アルテ 21巻 », sur bookwalker.jp (consulté le 20 août 2025).

#### Édition française
1. 1 2  « Arte 1 », sur manga-news.com (consulté le 8 mai 2020).
2. 1 2  « Arte 2 », sur manga-news.com (consulté le 8 mai 2020).
3. 1 2  « Arte 3 », sur manga-news.com (consulté le 8 mai 2020).
4. 1 2  « Arte 4 », sur manga-news.com (consulté le 8 mai 2020).
5. 1 2  « Arte 5 », sur manga-news.com (consulté le 8 mai 2020).
6. 1 2  « Arte 6 », sur manga-news.com (consulté le 8 mai 2020).
7. 1 2  « Arte 7 », sur manga-news.com (consulté le 8 mai 2020).
8. 1 2  « Arte 8 », sur manga-news.com (consulté le 8 mai 2020).
9. 1 2  « Arte 9 », sur manga-news.com (consulté le 8 mai 2020).
10. 1 2  « Arte 10 », sur manga-news.com (consulté le 8 mai 2020).
11. 1 2  « Arte 11 », sur manga-news.com (consulté le 26 novembre 2020).
12. 1 2  « Arte 12 », sur manga-news.com (consulté le 26 novembre 2020).
13. 1 2  « Arte 13 », sur manga-news.com (consulté le 22 juin 2021).
14. 1 2  « Arte 14 », sur manga-news.com (consulté le 22 juin 2021).
15. 1 2  « Arte 15 », sur manga-news.com (consulté le 6 avril 2022).
16. 1 2  « Arte 16 », sur manga-news.com (consulté le 11 septembre 2022).
17. 1 2  « Arte 17 », sur manga-news.com (consulté le 6 mai 2023).
18. 1 2  « Arte 18 », sur manga-news.com (consulté le 22 mars 2024).
19. 1 2  « Arte 19 », sur manga-news.com (consulté le 10 septembre 2024).
20. 1 2  « Arte 20 », sur manga-news.com (consulté le 20 août 2025).
21. 1 2  « Arte 21 », sur manga-news.com (consulté le 20 août 2025).